# Alcaparra
A alcaparra (nome científico: Capparis spinosa) é um arbusto da família das Caparidáceas, originário da região mediterrânica. Seus frutos, bagas ovais e carnudas, são considerados afrodisíacos. O termo vem do árabe alcabbar, introduzido na Península Ibérica entre os séculos XV e XVI.
Os seus talos espinhosos podem atingir um metro ou mais de comprimento, e as folhas são grandes e arredondadas. As flores, de cor branca e com grandes estames, nascem na base das folhas. O botão da flor da alcaparra é um ingrediente comum da cozinha mediterrânica, muitas vezes consumido em vinagrete como estimulante do apetite, e já usado na antiga Grécia como calmante. Seus frutos são utilizados na preparação de molhos, vinagretes, pastéis de carne, peixe, bacalhau e marisco.
Em Trás-os-Montes, “alcaparras” é nome comum para as azeitonas partidas e descaroçadas.